# ナインゼロ
ナインゼロ (Ninezero)(10月18日生まれ、本名：Craig Andrew Schweizer (クレイグ・アンドリュー・シュヴァイツァー))はロック・メタルシーンで活躍しているオーストラリア・シドニー出身のシンガーソングライターである。ヘヴィメタルやハードロックの影響を受け、パワーカコフォニーメタルなる新たなサウンドを開拓している。現在は東京を拠点に活動中。
彼は高校時代、合唱部に所属し、王様と私、オクラホマ!、Kiss Me Kateや「パラマッタ（リバーサイドシアター）」などのミュージカルにも出演。オーストラリア・ニューカッスル大学を卒業。その後、ロック・メタルバンドのシンガーとして活動を開始する。

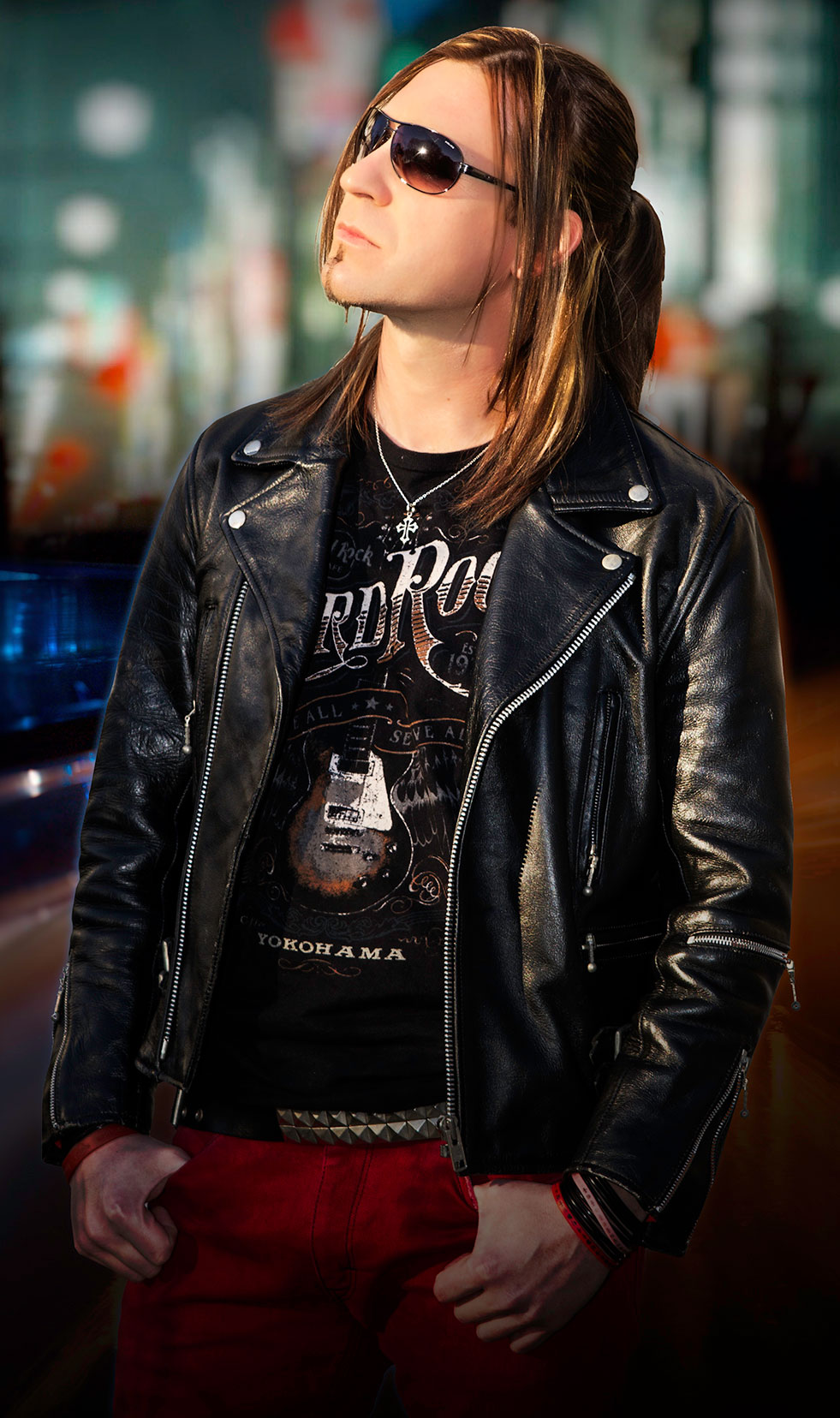
Ninezero（ナインゼロ）

## バンド

### マジョーラ・ザ・バンド (2010-)
新バンド活動を開始。メンバー：NINEZERO - ボーカル, KENTARO - ギター（Gargoyle）, 恩田快人 - ベース（ZAMZA, JUDY AND MARY）, HIMAWARI - ドラム（DUSTAR-3, SEX MACHINEGUNS）。

### ソロ活動 (2007-)
自分の本名「クレイグ」をもじって名付けられた愛称「ナインゼロ」としてソロ活動を開始。2008年にアルバムThe Beginningをリリース。ニューアルバムSanity2009年をリリース。ナインゼロはロックコミュニティーサイトWeROCK CityのテーマソングRock City を提供。アルバムThe Beginningに収録されている。
2011年よりNinezero & The Outlawsとしてライヴ活動再開。

### 雷電 (2003-2007)
NINEZEROは以前、雷電Raidenというバンドで活動をしており、2006年にはアルバム「雷鳴」をリリース。同タイトルに収録されている楽曲はWeROCK Cityのウェブ挿入歌としても使用されている。

## ディスコグラフィー

### マジョーラ・ザ・バンド
- Best Ass-Kickin Heavy Rock Vol.2 (2013)
- Best Ass-Kickin' Heavy Rock!!!!! Vol.1 (2011)

### ソロ活動
- Sanity (2009)
- The Beginning (2008)

### 雷電
- Sound of Thunder (2006)

### ゲスト
- GREAT LEFTY: Live Forever サントラCDに参加 (2015) [5]
- D4: Dark Dreams Don't Die サントラCDに参加 (2014) [6]
- 村井 研次郎 常識を越えるベース・ラインの思考法100 サントラCDに参加 (2013) [7]
- コナミ「GuitarFreaks V5 and DrumMania V5 Original Soundtracks CD」サントラCDに参加 (Far Beyond Blackened) (2008)
- コナミ「The Gitado Live at Zepp Tokyo」DVD参加 (3 - Inside Out; 4 - Fire In The Dark) (2008)[8]
- コナミ「Rock X Rock」サントラCDに参加 (CD1/17-Inside Out; 34- Inside Out; CD2/11 - Black Night-Deep Purple; 17 - Rock N Roll All Nite-Kiss) (2007)

## ギターフリークスとドラムマニア
NINEZEROが歌った曲がコナミの音楽ゲーム『ギターフリークス』と『ドラムマニア』に収録されている。最初に参加した曲は彼のオリジナル曲「Inside-Out」。2007年に発売された『ギターフリークスV4』と『ドラムマニアV4』では、ディープパープルのBlack Night、キッスのRock And Roll All Niteで更に2曲参加している。同年のZEPP東京でのイベント「THE GITADO LIVE ～BEMANI 10th Anniversary memorial event～」では「Fire in the Dark」と「Inside-Out」を2000人の観客の前で披露。その模様はDVDとしても発売されている。また、同ゲームタイトルのサントラ「Rock X Rock」には「Inside-Out」「Black Night」「Rock And Roll All Nite」の3曲が収録され、2008年に発売された『ギターフリークスV5』と『ドラムマニアV5』では彼の2曲目のオリジナルソング「Far Beyond Blackened」が収録される。この曲は同年に発売された同タイトルサントラCDにも収録されている。

## 活動実績
- Mr. DonutsのTVCMのテーマの主題歌を歌う。 [16]
- D4: Dark Dreams Don't Die テーマの主題歌を歌う。[17]
- Bacardi RumのTVCMのテーマの主題歌を歌う。 [16]
- ドコモの映画はスマホデのTVCMのテーマの主題歌を歌う。[16]
- Spa王のTVCMのテーマの主題歌を歌う。 [18]
- Tama HomeのTVCMのテーマの主題歌を歌う。 [18]
- 任天堂のゲームラストウィンドウ 真夜中の約束の登場人物(STEVE WOLF)に出演[16]
- 平和のパチンコゲーム『ケンケンのハワイDEアロハ』のプロモーションビデオに出演。
- バンダイナムコゲームスの野球ゲーム『プロ野球 熱スタ2006』の主題歌を歌う。
- 自身の声を元にした歌唱用音声合成ソフト「Synthesizer V Ninezero」の音声を提供。